# Navalmoral de la Mata
Navalmoral de la Mata es un municipio y localidad española del noreste de la provincia de Cáceres, en la comunidad autónoma de Extremadura. El término municipal cuenta con una población de 17 028 habitantes (INE 2024), que lo convierten en el tercero más poblado de la provincia y el octavo de la región. La localidad, que posee el título de villa, es capital del partido judicial n.º 3 de la provincia.
Fundada a finales del siglo XIV como alquería de la campana de la Mata en la comunidad de villa y tierra de Plasencia, la localidad obtuvo la picota (rollo) jurisdiccional al obtener la condición de villa en 1663 y en 1834 se convirtió en la capital del partido judicial homónimo. A lo largo del siglo XX, Navalmoral se consolidó como la localidad más importante del noreste de Extremadura, gracias a su crecimiento demográfico. Se encuentra en un cruce de caminos entre las autovías A-5 y EX-A1, el ferrocarril de Madrid a Lisboa y las principales localidades de las mancomunidades del Campo Arañuelo, La Vera y Villuercas-Ibores-Jara. El municipio, con una superficie de 155,96 km², no pertenece a ninguna mancomunidad.

## Símbolos
El escudo heráldico y la bandera municipal fueron aprobados oficialmente en 1998. El blasón que rige la representación heráldica del escudo es el siguiente:

De Azur, un moral de oro, frutado de púrpura, adiestrado de una campana de plata y siniestrado de una trompa de lo mismo. Al timbre, Corona Real cerrada.
Diario Oficial de Extremadura nº 46 de 25 de abril de 1998

La descripción textual de la bandera es la siguiente:

Bandera cuadrada, de color azul con un moral de color amarillo, frutado de color púrpura, acompañado de una campana blanca y de una trompa del mismo color.
Diario Oficial de Extremadura nº 46 de 25 de abril de 1998

## Geografía

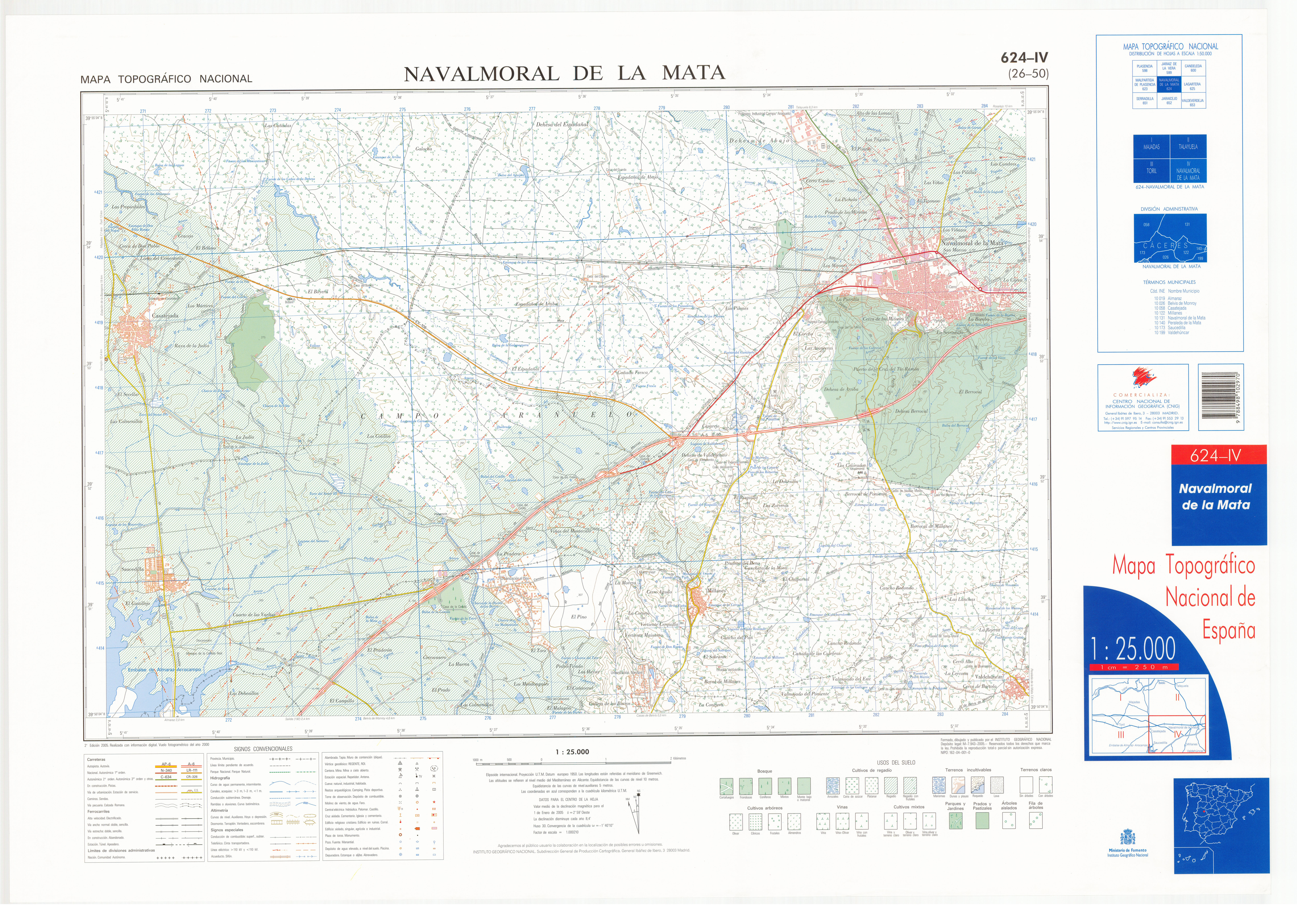
Hoja 624-IV del Mapa Topográfico Nacional correspondiente a Navalmoral de la Mata

Su término municipal se extiende en un terreno con pequeñas ondulaciones, como es el que caracteriza a la comarca de Campo Arañuelo, del que es la población principal. Está atravesado por la autovía del Suroeste, entre los pK 177 y 183. El municipio se alza a 291 m sobre el nivel del mar, aunque cuenta con algunas elevaciones que alcanzan más de 400 m de altura. Se encuentra a 117 km de la capital cacereña.  
| Noroeste: Casatejada | Norte: Talayuela | Noreste: Rosalejo            |
| Oeste: Casatejada    |                  | Este: Peraleda de la Mata    |
| Suroeste: Saucedilla | Sur: Millanes    | Sureste: Peraleda de la Mata |

Comarca de Navalmoral de la Mata
El Ministerio de Agricultura, Alimentación y Medio Ambiente ha propuesto constituir una comarca con el nombre de comarca de Navalmoral de la Mata en el territorio que abarcaba el partido judicial antes de 1988.
El partido judicial de Navalmoral de la Mata es uno de los siete partidos judiciales en los que se encuentra dividida para la administración judicial la provincia de Cáceres, en España.

## Historia

### Prehistoria y Antigüedad
Los primeros homínidos llegados a la península ibérica recorren y se establecen en las terrazas del Tajo y el Tiétar, donde quedaron importantes asentamientos y restos del Hombre de Cromagnon.
Después llegaron los romanos, asimilan y enriquecen las culturas indígenas precedentes (incluyendo la vettona, con tantas raíces en nuestra comarca, como los llamativos verracos), y nos dejan un importante legado: villas, puentes, templos, calzadas, fuentes y baños, minas, inscripciones y un largo etcétera. Como en el caso anterior, tampoco se olvidaron de residir en lo que hoy es el término de Navalmoral, donde han aparecido huellas de su civilización y estancia.

### Edad Media y Moderna

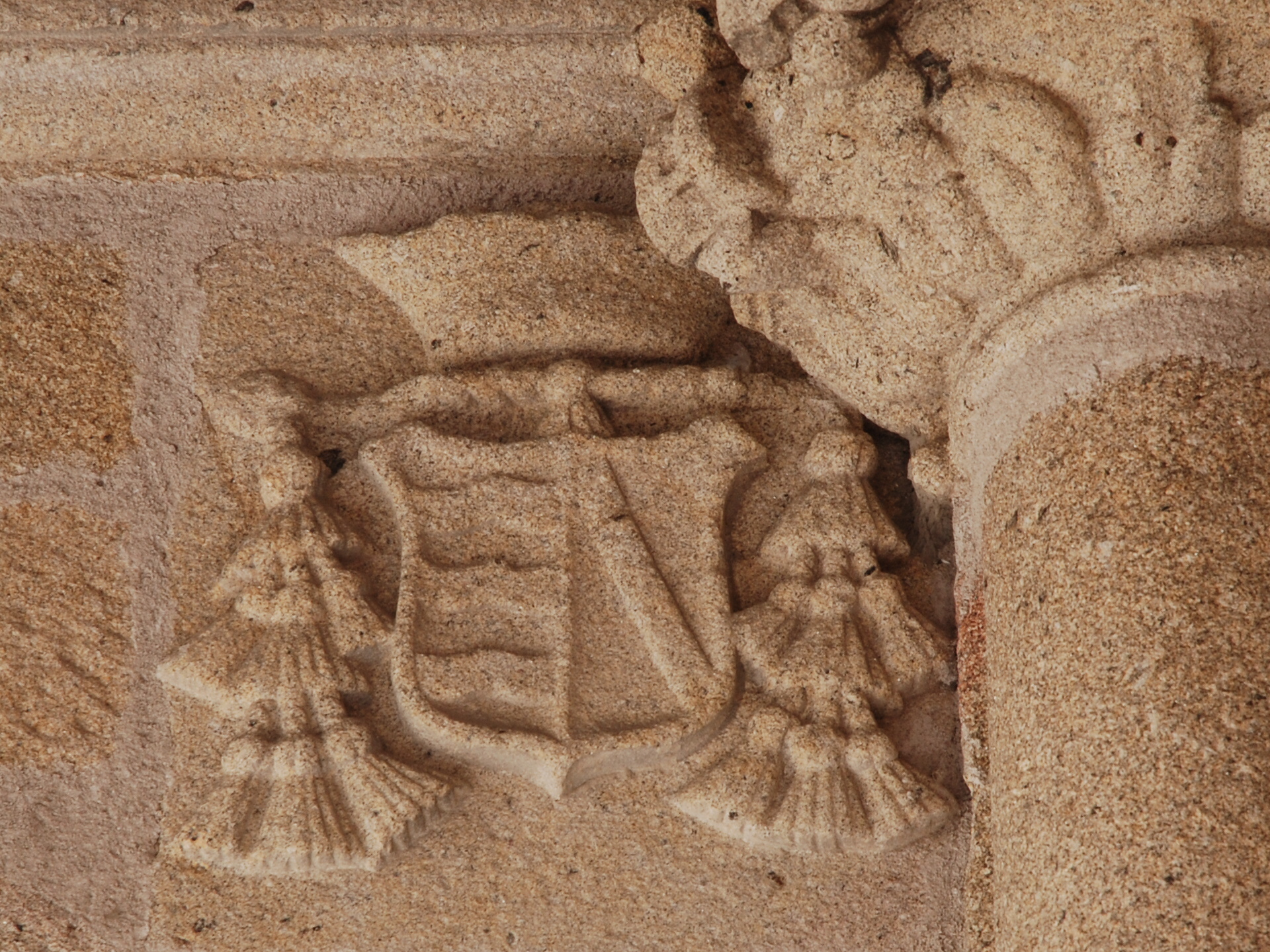
Escudo del Obispo Gutierre de Vargas Carvajal, que hizo construir la iglesia parroquial de San Andrés Apóstol

Tras el paso de los visigodos, de los que también aparecen restos en la zona, serían los árabes quienes siguen reutilizando los antiguos caminos del Arañuelo, sobre todo la anterior calzada romana.
Esto tendrá continuidad tras la conquista y repoblación cristiana medieval. A finales del siglo XIV o a comienzos del XV se cree que surge Navalmoral y las otras alquerías de la comarca.Y de este modo, dice la leyenda, que se fundó Navalmoral: en torno a la Venta del Moral, que acogía y recuperaba a los que por aquí transitaban (que, sea o no más o menos verdadera esta tradición popular, lo cierto es que sí existieron una vía de comunicación , una alquería y ese mesón...).
Con la organización del alfoz de Plasencia, al que pertenecen los pueblos de la campaña de la Mata, se relanzan las comunicaciones por este lugar a través de la Cañada Real Leonesa Occidental y el Camino Real de Extremadura (gracias a la barca del puente de Albalat-Almaraz). Estos dos ejes vertebran los desplazamientos este-oeste de personas, ganados y mercancías (incluso, norte-sur, a través de sus respectivas redes secundarias). 

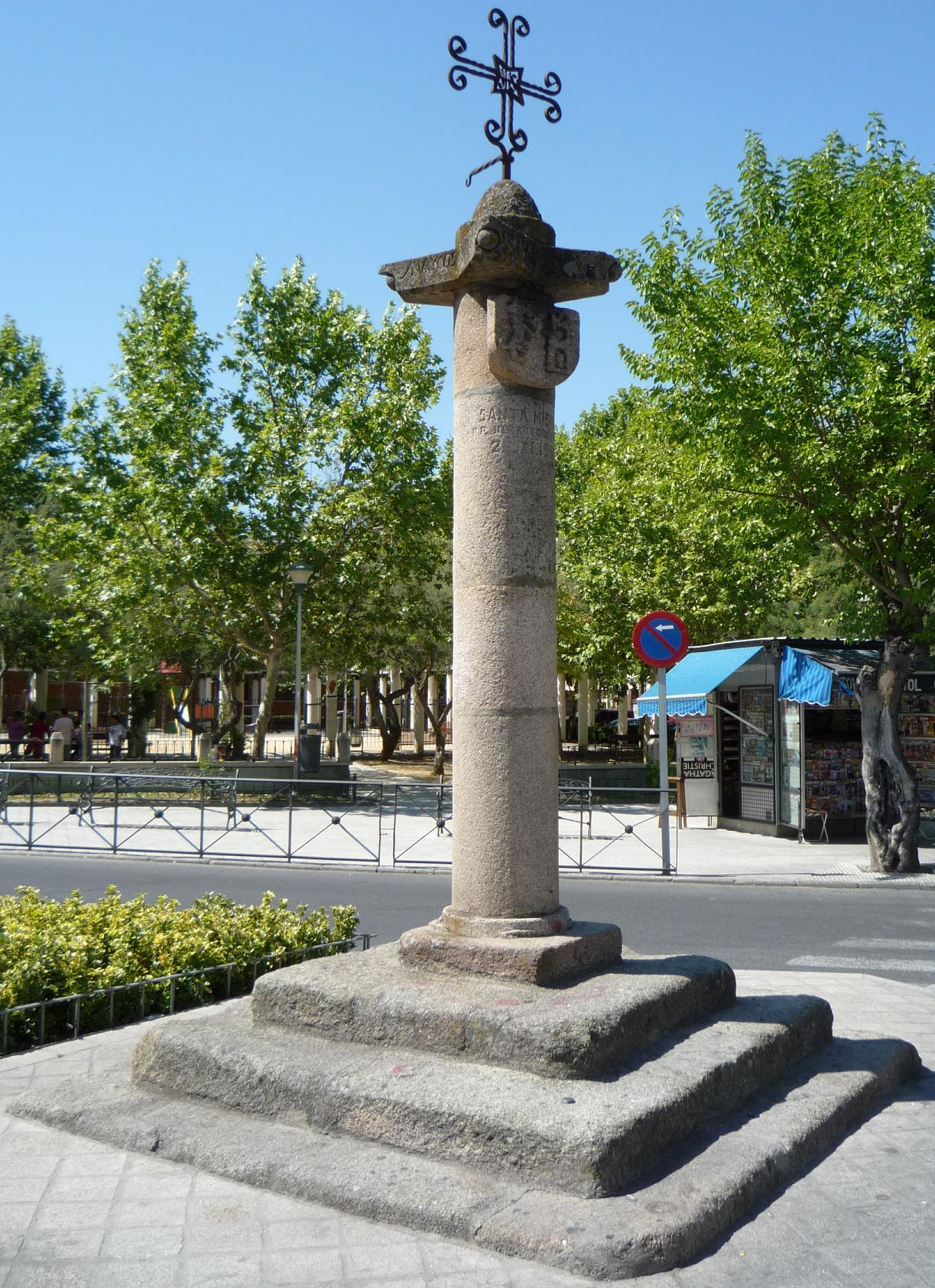
Rollo de Navalmoral de la Mata

De ese periodo proceden los más antiguos e importantes monumentos de Navalmoral: la iglesia de San Andrés, la ermita de Las Angustias o el popular barrio de la plaza Vieja-La Peligrosa. Después erigen el rollo o picota, en 1637, como símbolo o insignia de la justicia municipal (y de haber conseguido su libertad, o exención), pues se convierte en Villa.
Los Austrias dejan paso a los Borbones (tras la cruenta Guerra de Sucesión, que nos afectó negativamente) quienes, según la tendencia que les caracterizó, dan un gran impulso a las comunicaciones: sobre todo al mencionado Camino Real de Extremadura, al que dotan con las Casas de Postas, potenciando de nuevo los mesones moralos y favoreciendo el desarrollo económico, demográfico y urbano de la localidad.
Época en que se construye la Casa de los Frailes (o del Espadañal, o de Comillas, porque todos esos nombres ha tenido de acuerdo con sus propietarios), la Fuente de los Caños Viejos y otras de más difícil catalogación (La Bamba, La Serradilla y algunas menores más); y también los típicos barrios del Cerro y del Perchel (primitivo San Miguel), o el primer Ayuntamiento.

### Edad Contemporánea

#### sigloXIX
Así alcanzamos el siglo XIX cuando, además de la guerra de Independencia o las escaramuzas de las guerras carlistas y otras calamidades (como las frecuentes epidemias), y de ser nombrado este municipio cabeza de su partido judicial en 1834, lo que facilitará su despegue en el futuro.

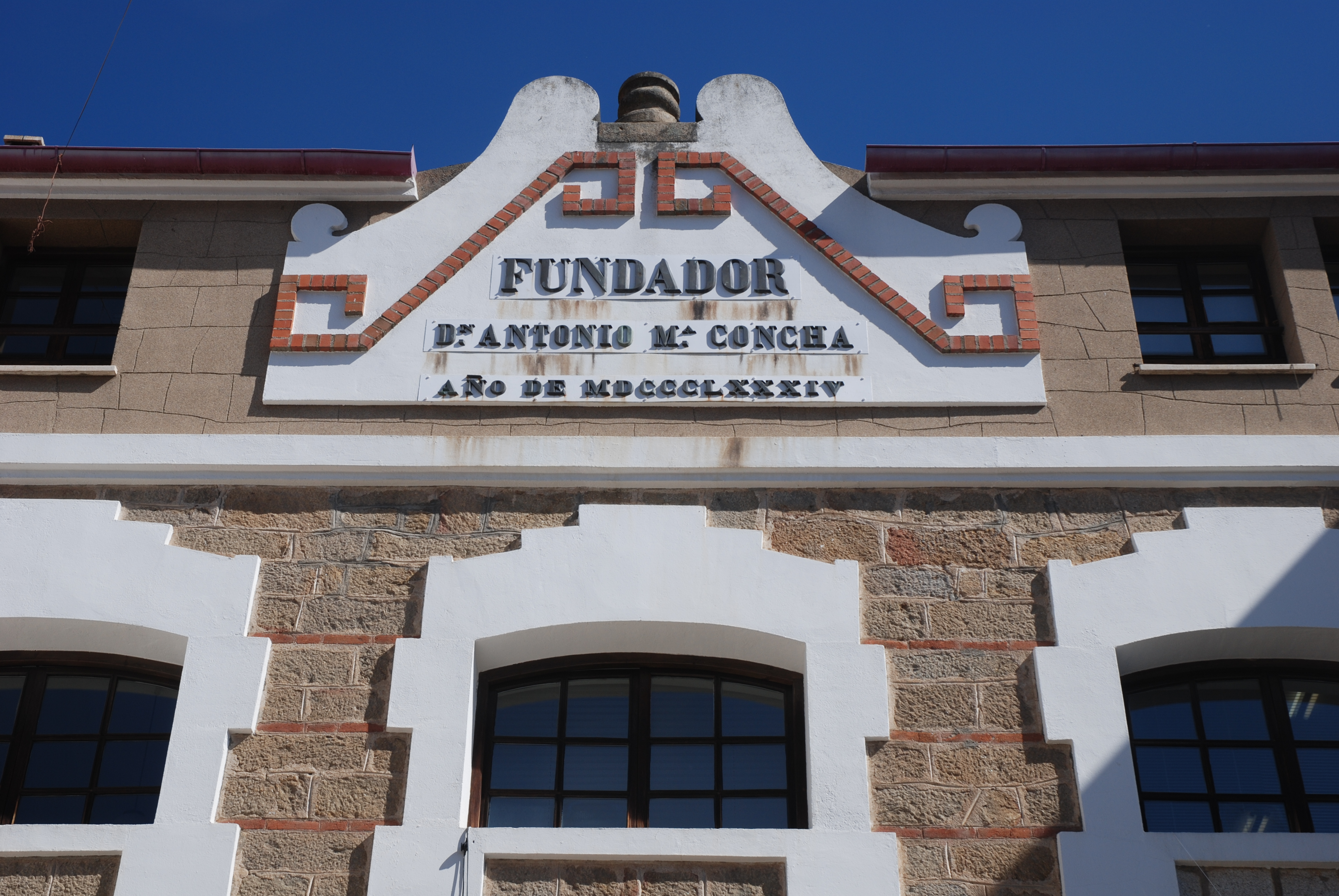
Sede de la Fundación Concha, que posee una biblioteca notable y un museo arqueológico

A la caída del Antiguo Régimen la localidad se constituye en municipio constitucional, entonces conocido como Navalmoral, en la región de Extremadura. Desde 1834 quedó integrado en el partido judicial de Navalmoral de la Mata. En el censo de 1842 contaba con 700 hogares y 3835 vecinos.
Se favorecen otra vez las vías y medios de transporte: en 1845 reconstruyen el puente de Almaraz y en 1854 se inaugura la carretera de Extremadura (o Madrid-Badajoz), sobre el anterior Camino Real y antigua calzada romana. Ya a finales llega el ferrocarril, cuya línea hasta Portugal se abre en 1881 (contando Navalmoral con la mejor estación de esta vía en muchos kilómetros).
Como es evidente en tales circunstancias, la economía y demografía de la localidad recibe un incremento positivo. Pero también sufrió repercusiones negativas, caso de las consecuencias que se derivan del proceso desamortizador, en el que el municipio perdió la mayor parte de sus bienes de propio y comunes: lo que daría origen a un agudo latifundismo, y a posteriores movimientos sociales y políticos, sobre todo en el último tercio de ese siglo y en el primero del XX (el protagonismo que adquieren los partidos de izquierda y sindicatos no se concibe sin esa relación con la falta de tierra).
A ese periodo corresponden también otros edificios dignos de citar: el antiguo Hospital Moyano (donado por don León Moyano, que en 1925 se reconvierte en Hospital Antipalúdico, siendo clave para erradicar ese mal endémico), las escuelas y la Fundación Concha (Escuelas y Biblioteca, que fueron posibles gracias al legado de Antonio María Concha, diputado liberal) y la actual casa consistorial.

#### SigloXX
Entrado el siglo XX, durante el que se irán completando y mejorando las comunicaciones, especialmente durante la dictadura de Primo de Rivera y años de la Segunda República, comenzando por la carretera de La Vera, siguiendo con la de Guadalupe y otras de menor entidad, hasta llegar a la situación actual (con Autovía y toda la red que conocemos). En esa primera fase se edifican la Cárcel y las Escuelas Graduadas.
En 1924 Sadí de Buen funda el Instituto Antipalúdico de Navalmoral de la Mata, que actuó como centro médico y de investigación hasta que esta enfermedad, que era endémica, desapareció. El edificio que lo albergaba, El hospitalillo, acoge ahora la sede del palacio de Justicia. Se crean los famosos mercados de ganado quincenales; así como las Ferias de San Miguel, San Andrés, en noviembre y San Marcos, en abril. En 1930 crean el Centro de Fermentación de Tabacos, la obra que unió a todos los moralos en una época tan conflictiva; que, además, dio un gran impulso económico a Navalmoral y comarca.
Y entre conflictividad social y política, entre reclamaciones, manifestaciones, gran sindicalización, invasiones de fincas, huelgas (como la famosa de Carros de 1933), etc., se inicia el periodo republicano: cuando los antimonárquicos triunfan en Navalmoral, pues la economía seguía anclada en el pasado, con un latifundismo exagerado y mucho paro. Después se ejecuta la Reforma agraria, pero no colma las esperanzas que en ella se depositaron, por lo que la esperanza se desvanece y continúa la crisis obrera. Durante la consiguiente Guerra Civil a Navalmoral le tocará la peor parte, como lugar de paso hacia el frente. Tras la tempestad volvió la calma, pero hubo que superar los «años del hambre», la autarquía y otras calamidades.

#### Posguerra

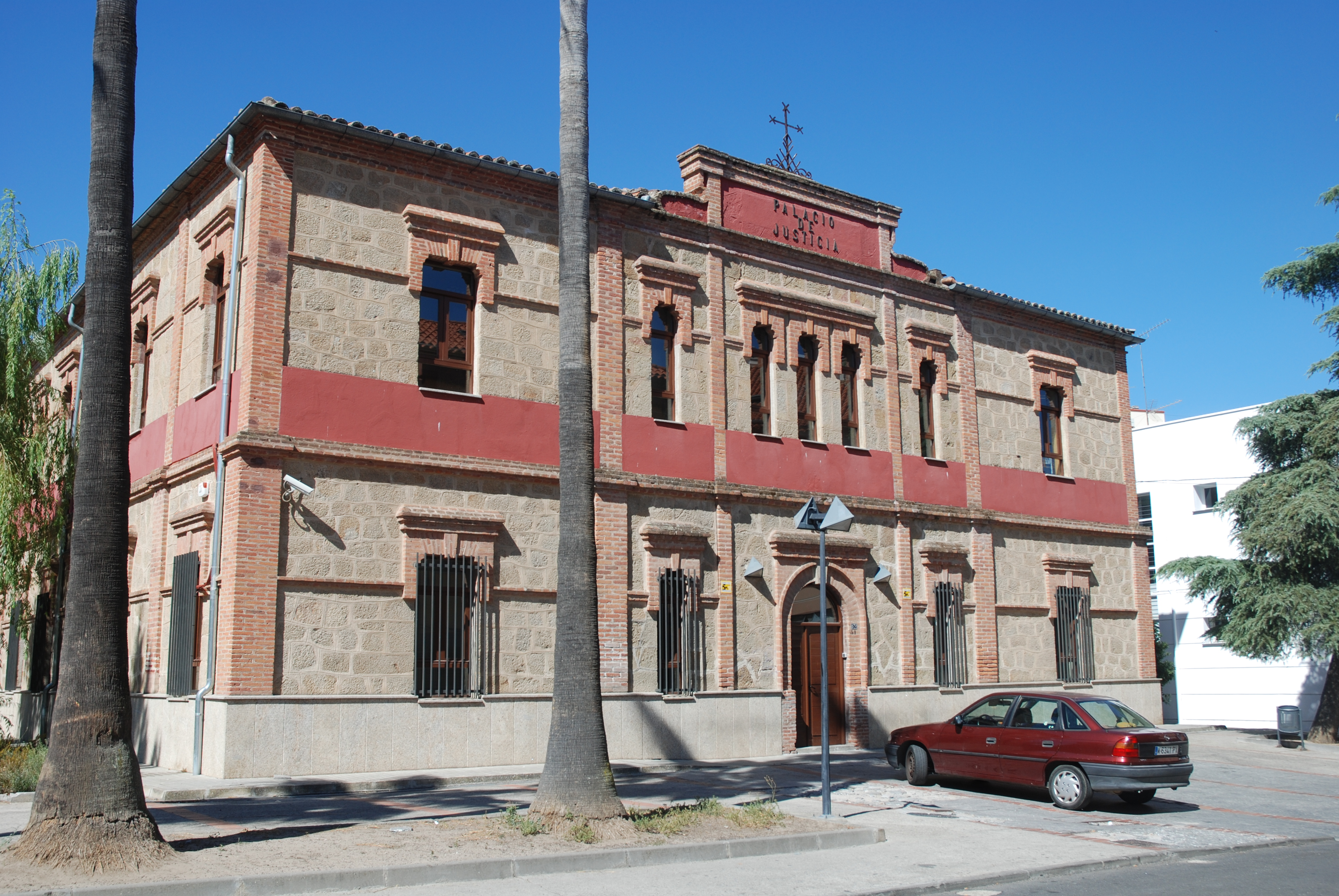
Palacio de justicia. Antiguo Instituto Antipalúdico de Navalmoral de la Mata

Gradualmente se realizan una serie de obras o rematan otras (algunas comenzadas o proyectadas en épocas anteriores): agua corriente desde La Retuerta, La Gota, el Jardincillo y parque municipal, ambulatorio, casas baratas, etc. Navalmoral crece sobre una base agraria, comercial, artesanal y comarcal. También comienza el Plan de Riegos de Rosarito, que repercutió sobre la economía y demografía morala. Además, influirá en la ampliación de la Tabacalera y Algodonera de Navalmoral.
Mientras se realizan estas obras, se inician las del embalse de Valdecañas. Ese aprovechamiento del Tajo, continuado después con los de Torrejón, supuso otra notable inyección económica para la villa y toda la comarca, y que ayudaría a frenar y retrasar el fenómeno emigratorio de los años 1960. Razón de un nuevo progreso de la localidad, que construye nuevas barriadas y colegios, a la vez que traen el agua potable desde el Tiétar (ya que las de la Retuerta eran insuficientes), colectores y otras mejoras en ese servicio tan esencial, surgen los primeros Institutos de Bachillerato y Formación Profesional, Escuela de Capacitación Agraria, Hogar del Pensionista, reversión al municipio del Hospital Antipalúdico y del campo de fútbol, adquisición del vuelo de la Dehesa Boyal, viviendas, potenciación del Carnaval, etc.
Cuando parece que la situación se estancaba, en 1972 comienzan las obras de la central nuclear de Almaraz que, a pesar de las opiniones en contra, realmente supuso un factor muy importante para el desarrollo demográfico y económico moralo; por el trabajo proporcionado, consumo e inversión de las plusvalías en la localidad.

#### Periodo democrático

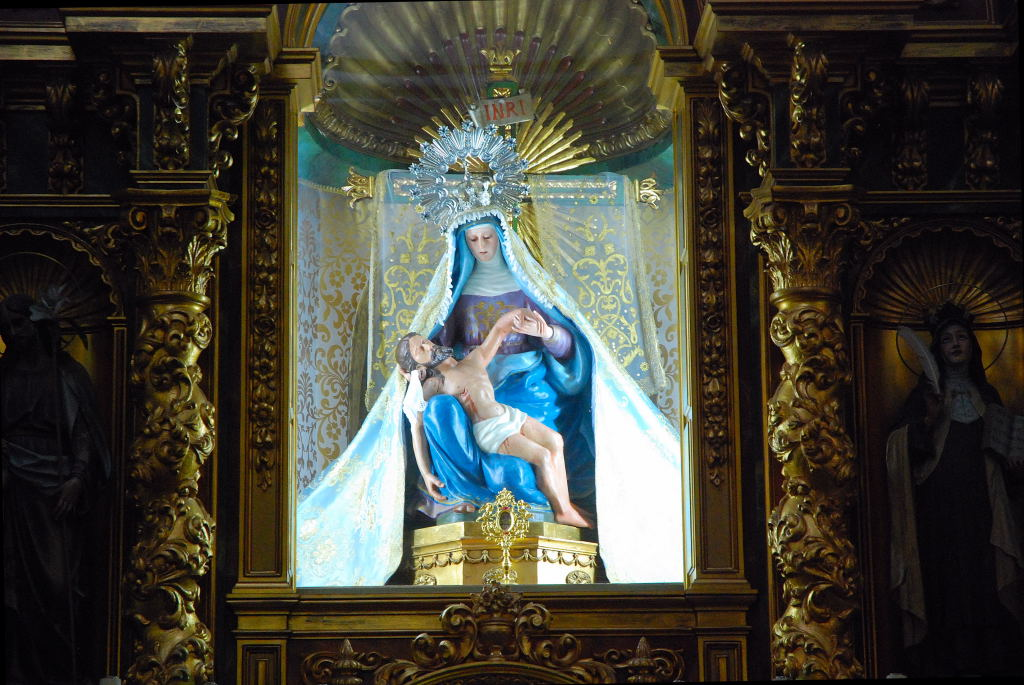
Nuestra Señora de las Angustias (ermita de la Virgen de las Angustias)

Llegan los años de la transición y el desarrollo es muy importante, cuando se abren los cimientos del progreso posterior: urbanístico, incremento del comercio e industria (polígono industrial), primera variante de la carretera, instalaciones deportivas (pabellón y campo de fútbol), sanitarias (Hospital), educativas (nuevos colegios), ampliación del cementerio, mejoras en el abastecimiento de agua, nuevas viviendas sociales, etc.
Tras las primeras elecciones municipales democráticas de 1979 continuó la citada progresión, a la vez que se culmina el despegue definitivo de Navalmoral, con una serie de obras y actuaciones impresionantes que convierten a Navalmoral en algo más que un pueblo grande. Se afianza como cabecera comarcal asumiendo perfectamente su papel, desarrollándose y ayudando al progreso comarcal (del que se beneficia en gran parte). Sería muy largo el enumerar aquí todos los logros conseguidos, que están en el recuerdo y a la vista de todos; aunque destacamos aquellos referentes a obras sociales (centro de servicios sociales y residencia de ancianos), sanitarias (puesta en marcha del Hospital), educativas, deportivas (piscinas municipal), culturales (Casa de Cultura, UNED, Escuela de Idiomas, Escuela de Música, convenios varios, expansión del Carnaval, proyecto de un nuevo Instituto, etc.), comunicaciones (Ferrocarril, Autobuses, Autovía, Ronda Sur y N-30), nuevo hogar del pensionista, viviendas sociales y numerosas reparaciones (plaza de Abastos, cárcel, Casa del Espadañal, La Gota, avenida de las Angustias, obras públicas y un largo etcétera).

## Demografía
Navalmoral de la Mata cuenta con una población de 17 028 habitantes (INE 2024).
| Gráfica de evolución demográfica de Navalmoral de la Mata entre 1842 y 2021                                                                                      |
| |
| Población de derecho según los censos de población del INE Población de hecho según los censos de población del INEEn este censo se denominaba Navalmoral: 1842. |

Respecto a la población empadronada de origen extranjero, esta representa un 13,03 % del total de habitantes que residen en el pueblo. De las 2237 personas empadronadas en el municipio nacidas en otros países, casi la mitad proceden de Marruecos (48,06 %), seguidos de argentinos, colombianos y dominicanos.
En el término municipal se encuentran los despoblados de Espadañal y Malhincada, antiguas aldeas de la campana de la Mata.

## Administración y política

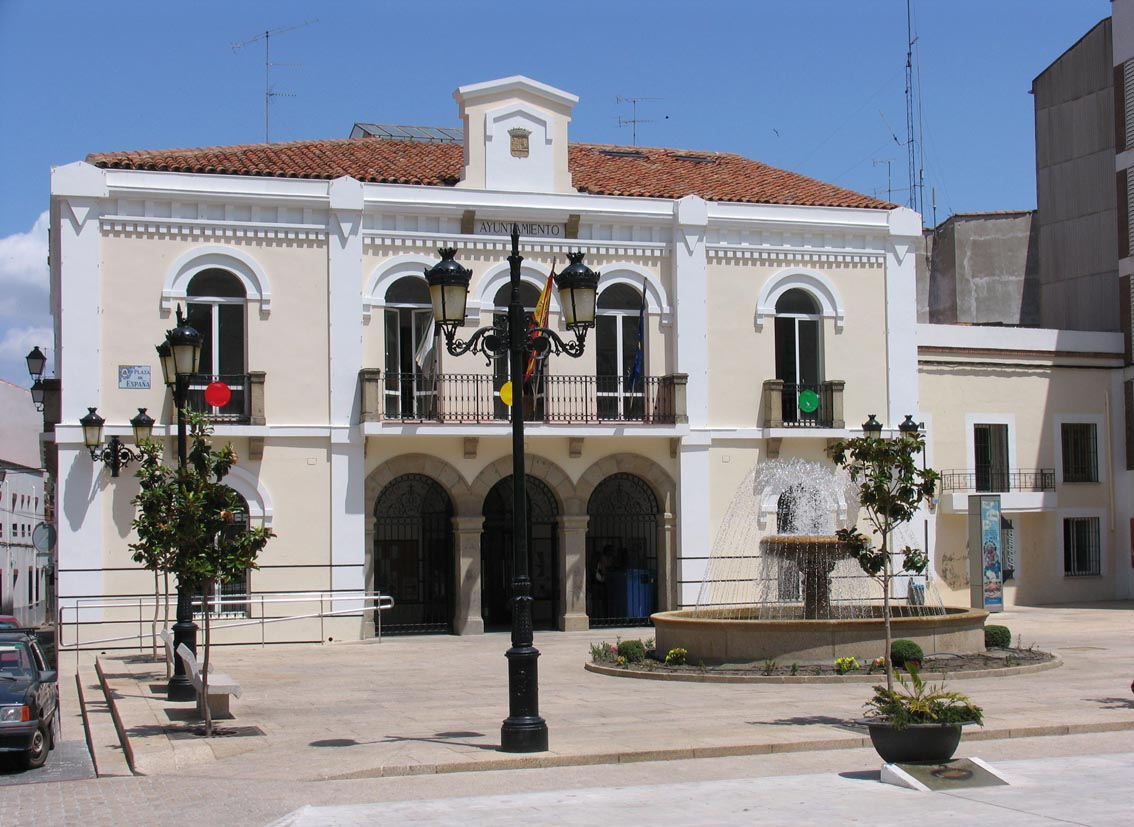
Ayuntamiento de Navalmoral

| Periodo   | Nombre                | Partido | Partido                                  |
| --------- | --------------------- | ------- | ---------------------------------------- |
| 1979-1983 | Tomás Yuste           |         | Unión de Centro Democrático              |
| 1983-1993 | José Javier Corominas |         | Partido Socialista Obrero Español (PSOE) |
| 1993-1995 | María Salud Recio     |         | Partido Socialista Obrero Español (PSOE) |
| 1995-1999 | Luis Duque            |         | Partido Popular                          |
| 1999-2003 | María Salud Recio     |         | Partido Socialista Obrero Español (PSOE) |
| 2003-2015 | Rafael Mateos         |         | Partido Popular                          |
| 2015-2023 | Raquel Medina         |         | Partido Socialista Obrero Español (PSOE) |

| Partido político                                                    | 2023       | 2023       | 2023       | 2019  | 2019  | 2019       | 2015  | 2015  | 2015       | 2011                     | 2011                     | 2011                     | 2007                     | 2007                     | 2007                     | 2003  | 2003  | 2003       | 1999  | 1999  | 1999       | 1995                       | 1995                       | 1995                       | 1991  | 1991  | 1991       | 1987  | 1987  | 1987       | 1983  | 1983  | 1983       | 1979  | 1979  | 1979       |
| Partido político                                                    | %          | Votos      | Concejales | %     | Votos | Concejales | %     | Votos | Concejales | %                        | Votos                    | Concejales               | %                        | Votos                    | Concejales               | %     | Votos | Concejales | %     | Votos | Concejales | %                          | Votos                      | Concejales                 | %     | Votos | Concejales | %     | Votos | Concejales | %     | Votos | Concejales | %     | Votos | Concejales |
| Partido Popular (PP)-Alianza Popular (AP)                           | 32,36      | 2550       | 7          | 23,42 | 1890  | 5          | 27,93 | 2270  | 5          | 48,89                    | 3927                     | 9                        | 46,26                    | 3710                     | 9                        | 54,69 | 4428  | 10         | 40,54 | 3232  | 8          | 45,97                      | 3955                       | 8                          | 35,92 | 2490  | 7          | 7,76  | 556   | 1          | 15,17 | 936   | 3          | –     | –     | –          |
| Partido Socialista Obrero Español (PSOE)                            | 27,57      | 2173       | 5          | 35,12 | 2834  | 7          | 29,72 | 2415  | 6          | 25,57                    | 2054                     | 4                        | 27,61                    | 2214                     | 5                        | 37,15 | 3008  | 6          | 38,05 | 3034  | 8          | 36,19                      | 3114                       | 7                          | 46,55 | 3227  | 9          | 50,71 | 3632  | 10         | 44,76 | 2761  | 8          | 29,56 | 1550  | 5          |
| Liberales y Moralos (LyM)                                           | 11,42      | 900        | 2          | –     | –     | –          | –     | –     | –          | –                        | –                        | –                        | –                        | –                        | –                        | –     | –     | –          | –     | –     | –          | –                          | –                          | –                          | –     | –     | –          | –     | –     | –          | –     | –     | –          | –     | –     | –          |
| Vox                                                                 | 11,24      | 886        | 2          | 7,35  | 593   | 1          | –     | –     | –          | –                        | –                        | –                        | –                        | –                        | –                        | –     | –     | –          | –     | –     | –          | –                          | –                          | –                          | –     | –     | –          | –     | –     | –          | –     | –     | –          | –     | –     | –          |
| Podemos–Izquierda Unida (IU)-Partido Comunista de España (PCE)      | 5,25       | 414        | 1          | 5,57  | 450   | 1          | 7,19  | 584   | 1          | 5,32                     | 427                      | 1                        | 4,29                     | 344                      | 0                        | 5,72  | 463   | 1          | 3,27  | 261   | 0          | 8,48                       | 730                        | 1                          | 2,42  | 168   | 0          | 3,84  | 275   | 0          | 6,63  | 409   | 1          | 12,97 | 680   | 2          |
| Ciudadanos (CS)                                                     | 3,62       | 286        | 0          | 11,42 | 922   | 2          | 11,25 | 914   | 2          | –                        | –                        | –                        | –                        | –                        | –                        | –     | –     | –          | –     | –     | –          | –                          | –                          | –                          | –     | –     | –          | –     | –     | –          | –     | –     | –          | –     | –     | –          |
| Levanta-eXtremeños                                                  | 3,93       | 310        | 0          | 8,62  | 696   | 1          | 8,38  | 681   | 1          | –                        | –                        | –                        | 4,31                     | 346                      | 0                        | –     | –     | –          | 2,63  | 210   | 0          | Con Extremadura Unida (EU) | Con Extremadura Unida (EU) | Con Extremadura Unida (EU) | 9,19  | 637   | 1          | –     | –     | –          | –     | –     | –          | –     | –     | –          |
| Extremadura Unida (EU)                                              | En Levanta | En Levanta | En Levanta | –     | –     | –          | –     | –     | –          | Con Partido Popular (PP) | Con Partido Popular (PP) | Con Partido Popular (PP) | Con Partido Popular (PP) | Con Partido Popular (PP) | Con Partido Popular (PP) | –     | –     | –          | 0,92  | 73    | 0          | 7,71                       | 663                        | 1                          | 2,42  | 168   | 0          | 5,32  | 381   | 1          | 3,89  | 240   | 0          | –     | –     | –          |
| Grupo Independiente Por Navalmoral (GIPN)                           | –          | –          | –          | –     | –     | –          | 12,26 | 996   | 2          | 16,88                    | 1356                     | 3                        | 15,1                     | 1211                     | 3                        | –     | –     | –          | –     | –     | –          | –                          | –                          | –                          | –     | –     | –          | –     | –     | –          | –     | –     | –          | –     | –     | –          |
| Plataforma Independiente de Navalmoral (PINAV)                      | –          | –          | –          | –     | –     | –          | –     | –     | –          | –                        | –                        | –                        | –                        | –                        | –                        | –     | –     | –          | 9,13  | 728   | 1          | –                          | –                          | –                          | –     | –     | –          | –     | –     | –          | –     | –     | –          | –     | –     | –          |
| Centro Democrático y Social (CDS)-Unión de Centro Democrático (UCD) | –          | –          | –          | –     | –     | –          | –     | –     | –          | –                        | –                        | –                        | –                        | –                        | –                        | –     | –     | –          | –     | –     | –          | –                          | –                          | –                          | 4,41  | 306   | 0          | 29,36 | 2103  | 5          | –     | –     | –          | 52,71 | 2764  | 10         |
| Grupo Municipal Independiente (GMI)                                 | –          | –          | –          | –     | –     | –          | –     | –     | –          | –                        | –                        | –                        | –                        | –                        | –                        | –     | –     | –          | –     | –     | –          | –                          | –                          | –                          | –     | –     | –          | –     | –     | –          | 27,93 | 1723  | 5          | –     | –     | –          |

## Economía
En el municipio se encuentra un importante núcleo estratégico de conexión de empresas ubicadas en el polígono industrial Campo Arañuelo, y que tienen conexión con localidades cercanas como Almaraz.

## Servicios

### Transporte
Carreteras
Por Navalmoral pasan o se inician las siguientes carreteras:
| Nombre                                                                    | Lugar de entrada                                     | Lugares a los que va |
| ------------------------------------------------------------------------- | ---------------------------------------------------- | --- |
| E-90 A-5 Autovía del Suroeste                                             | Pasa al sur de la villa sin entrar en ella           | Este: La Calzada de Oropesa, Talavera de la Reina y Madrid Suroeste: Almaraz, Trujillo, Miajadas, Mérida, Badajoz y Lisboa                                  |
| EX-A1                                                                     | Conecta con la A-5 al Suroeste de la villa           | Oeste: Casatejada, Malpartida de Plasencia, Plasencia y Coria Quiere ampliarse más al oeste para llegar a Portugal                                          |
| EX-108                                                                    | Cruce de la A-5 y la EX-A1                           | Oeste: Plasencia, Galisteo y Coria Hasta Plasencia es una carretera secundaria paralela a la EX-A1.                                                         |
| N-V Carretera de Madrid-Lisboa EX-118 Carretera de Navalmoral a Guadalupe | Pasa por el norte de la villa de oeste a este.       | Sureste: Peraleda de la Mata, Bohonal de Ibor, Castañar de Ibor, Navalvillar de Ibor y Guadalupe Oeste: Hospital de Navalmoral y cruce de la A-5 y la EX-A1 |
| EX-119 Carretera de Jarandilla                                            | Polígono industrial Campo Arañuelo                   | Norte: Talayuela y Jarandilla de la Vera |
| CC-54 Carretera de Valdehúncar                                            | Sur de la localidad                                  | Sur: Valdehúncar |
| CC-80                                                                     | Se cruza con la N-V junto al Hospital Campo Arañuelo | Suroeste: Millanes, Casas de Belvís y Belvís de Monroy |
| Carretera de Rosalejo                                                     | Norte de la localidad                                | Noreste: Rosalejo y Tiétar |

Ferrocarril

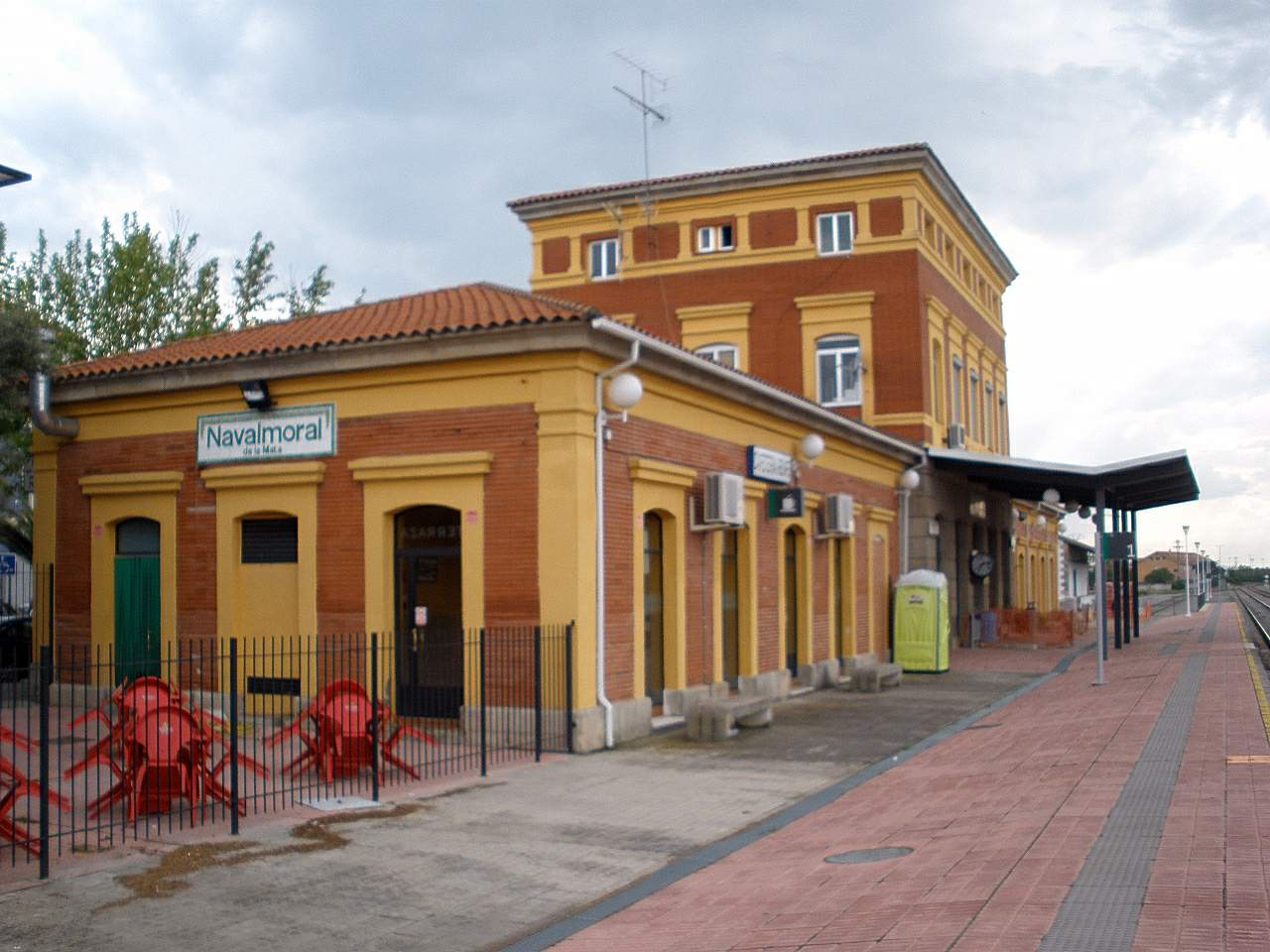
Estación de tren

En el municipio se encuentra la estación de Navalmoral de la Mata, estación de ferrocarril situada en las líneas de media distancia entre Madrid y Badajoz.

### Educación
La villa dispone de una Universidad: La Universidad Nacional de Educación a Distancia (UNED), con varias propuestas formativas. Al mismo tiempo cuenta con tres Institutos de Educación Secundaria (IES): Augustóbriga, Zurbarán y Albalat. Del mismo modo dispone de un Centro de Formación Agraria.
Por otro lado, para las etapas de Educación Primaria y Educación Infantil, cuenta con cuatro colegios públicos: Almanzor, Campo Arañuelo, El Pozón y Sierra de Gredos; y con uno concertado: Nuestra Señora de Guadalupe, de los Hermanos Maristas. También tiene un Centro de Profesores, donde se realiza Educación para Adultos. Además hay una Escuela Oficial de Idiomas.

### Sanidad
Navalmoral de la Mata es la sede de una de las ocho áreas de salud en las que el Servicio Extremeño de Salud divide Extremadura. Dicha área comprende ocho zonas de salud, cada una con su propio centro de salud. El hospital de regencia de esta área de salud es el hospital Campo Arañuelo, situado en la avenida de Tomás Yuste Mirón. Pertenecen a la zona de salud de Navalmoral varias localidades vecinas: Valdehúncar, Belvís de Monroy, Millanes, Casatejada, Majadas de Tiétar, Toril, Peraleda de la Mata, El Gordo y Berrocalejo. El centro de salud de la zona de Navalmoral se sitúa en la avenida de las Angustias. Las otras siete zonas de salud del área se corresponden con los centros de salud de Almaraz, Bohonal de Ibor, Castañar de Ibor, Losar de la Vera, Talayuela, Villanueva de la Vera y Villar del Pedroso.

### Seguridad
El ayuntamiento tiene su propia policía local, cuya jefatura tiene su sede en la avenida de la Constitución. La Guardia Civil tiene en la carretera de Jarandilla una compañía dependiente de la comandancia de Cáceres, en la cual se coordinan siete puestos del noreste de la provincia.
En cuanto a la seguridad no policial, el municipio dispone de bomberos y protección civil. El parque de bomberos depende del Servicio Provincial de Prevención y Extinción de Incendios de la Diputación Provincial de Cáceres. La protección civil está a cargo de un grupo de voluntarios coordinados por el ayuntamiento.

## Patrimonio

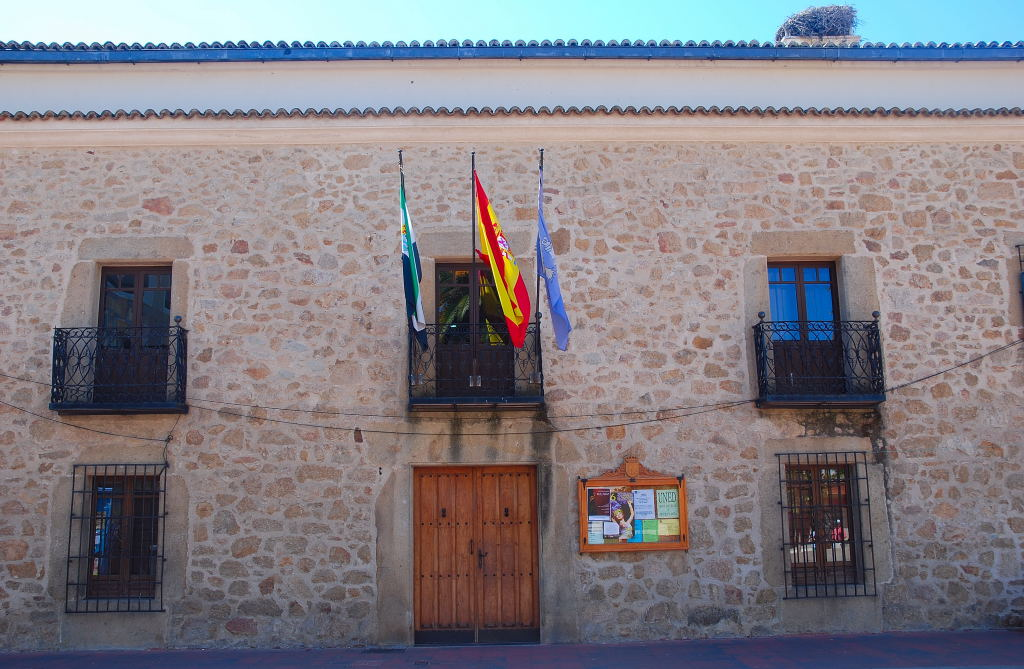
Casa de Comillas

Navalmoral de la Mata tiene los siguientes monumentos:
- Iglesia parroquial católica bajo las advocaciones de Nuestra Señora de las Angustias y de la iglesia parroquial católica San Andrés Apóstol bajo la advocaciones de San Andrés Apóstol, ermita de la Virgen de las Angustias y ermita de San Isidro, edificada en el siglo XX por suscripción popular de los vecinos del barrio del Cerro y La Peligrosa, ahora Cinco Barrios, en la archidiócesis de Mérida-Badajoz, diócesis de Plasencia, arciprestazgo de Navalmoral de la Mata.[35]
- Rollo o picota de 1637, símbolo de la formación de la villa en 1636;
- Casa consistorial, construida en 1892 en la plaza de España;
- Caños Viejos, fuente de 1791;
- Edificios de la Fundación Concha, uno de 1885 y otro de 1926;
- Casa de Comillas, del siglo XVIII.
- Antiguo mercado de abastos, ahora Teatro de Navalmoral de la Mata, obra de Matilde Peralta del Amo (2007-2011).

## Cultura

### Festividades
Las fiestas más importantes de Navalmoral de la Mata son San Miguel, los Calbotes, San Andrés, el baile de las Candelas, la fiesta de la Virgen de las Angustias (patrona del pueblo) y los Carnavales.
- San Miguel: según las Sagradas Escrituras, ante la rebelión de Lucifer el arcángel San Miguel capitaneó a los ángeles buenos contra los ángeles malos. Por eso, la iglesia lo venera como defensor contra el mal, es el que tiene que pesar las almas el día del Juicio Final. Se le representa con espada y balanza, dando muerte al dragón. La devoción por San Miguel es muy antigua. Debido a las crisis agrarias, San Miguel desapareció a mediados de los años 70, pero volvieron a celebrarse por la iniciativa del alcalde en 1983. A lo largo de los años se han ido asociando a esta fiesta actividades como el concurso de albañilería, la feria de artesanía, o la feria del automóvil.
- Los Calbotes: el calbote es el nombre con el que se designa en zonas de las provincias de Cáceres, Ávila, Salamanca y Zamora a la castaña asada. El día de los calbotes lo celebra generalmente la población morala más joven, que pasa el fin de semana en el campo de rave, coincidiendo con la festividad de Todos los Santos y asa castañas.
- San Andrés: es el día 30 de noviembre, pero las fiestas religiosas se inician nueve días antes, con la Novena. San Andrés es el patrón de Navalmoral. La parroquia solicita la colaboración de algún colectivo o grupo de amigos de Navalmoral para colaborar en la organización de las fiestas patronales. Se procura que las actividades cubran todos los campos, con actos culturales, recreativos, deportivos, sociales y también religiosos. Los días que dura la Novena se celebran misas especiales y actúan grupos folclóricos.
- El Baile de las Candelas: es el día 2 de febrero, cuando se corona a las reinas del Carnaval, acompañadas por las damas. El baile de las Candelas se celebra en la caseta municipal, a la que acuden grupos de música a cantar y a bailar. Las madres ofrecían a sus hijos a la Virgen. Esta fiesta se remonta al siglo XVIII, siempre se ha considerado el preludio del carnaval. Las mujeres visten ese día el traje típico moralo, con refajo, mandil, blusa, pañuelo de cien colores y una toquilla de pelo de cabra.
- La Virgen de las Angustias: la festividad de la Virgen de las Angustias, patrona de la localidad, se celebra en septiembre. Consta sobre todo de actos religiosos, pero se completa con otros recreativos, deportivos o culturales. La romería que se hacía en siglos pasados, cuando la ermita estaba fuera del casco urbano, ha desaparecido.
- Los Carnavales: es la fiesta más importante para los moralos, no tiene fecha exacta ya que depende de la Semana Santa. Ha ido cambiando de nombre a lo largo del tiempo. Durante la dictadura se prohibió el Carnaval, pero los moralos siguieron celebrándolo con el nombre de Fiestas de Invierno o Fiestas de Primavera. Con la democracia, se recuperó el nombre de Carnavales. Los moralos y la gente de otros pueblos participan en estas fiestas mediante actividades asociadas a ellas, como las murgas y los desfiles de comparsas y carrozas. También se elige a las reinas y damas, que son coronadas el día del baile de las candelas. Los carnavales se han ido celebrando desde hace más de 300 años. Para los moralos decir Carnaval es decir imaginación, color, diversión y máscara. Para muchas personas sobre todo para los que organizan este festejo, los Carnavales no se acaban nunca, ya que en cuanto acaban comienzan a organizar los Carnavales del año siguiente. Los Carnavales se inician con el chupinazo que se celebra en el ayuntamiento moralo el viernes, el sábado continúan las fiestas con diversas actividades como charangas, actuaciones, exposiciones, bailes y por la noche las tradicionales verbenas populares en las distintas verbenas populares. Desde hace unos años, el ayuntamiento ha habilitado un recinto específico para estas verbenas, donde cada bar o peña coloca su carpa o caseta concentrando así toda la fiesta nocturna junto al Recinto Multiusos María Victoria Villalba, que también cuenta en las noches con animación y música para todas las edades. El lunes tiene lugar por la mañana la degustación de migas en algún barrio, por la tarde está el baile infantil, donde los niños pequeños se divierten mucho, más tarde hay otras actividades como pasacalles, carnaval nocturno, etc., y por la noche está el concurso de Drag-queen, espectáculo con actuaciones de todo tipo muy originales. EL miércoles de ceniza se realiza el Entierro de la sardina, donde hay mujeres disfrazadas de lloronas, llorando por la quema de la sardina. El Carnaval moralo ha sido declarado Fiesta de Interés Turístico Regional.

### Tradiciones
Folclore

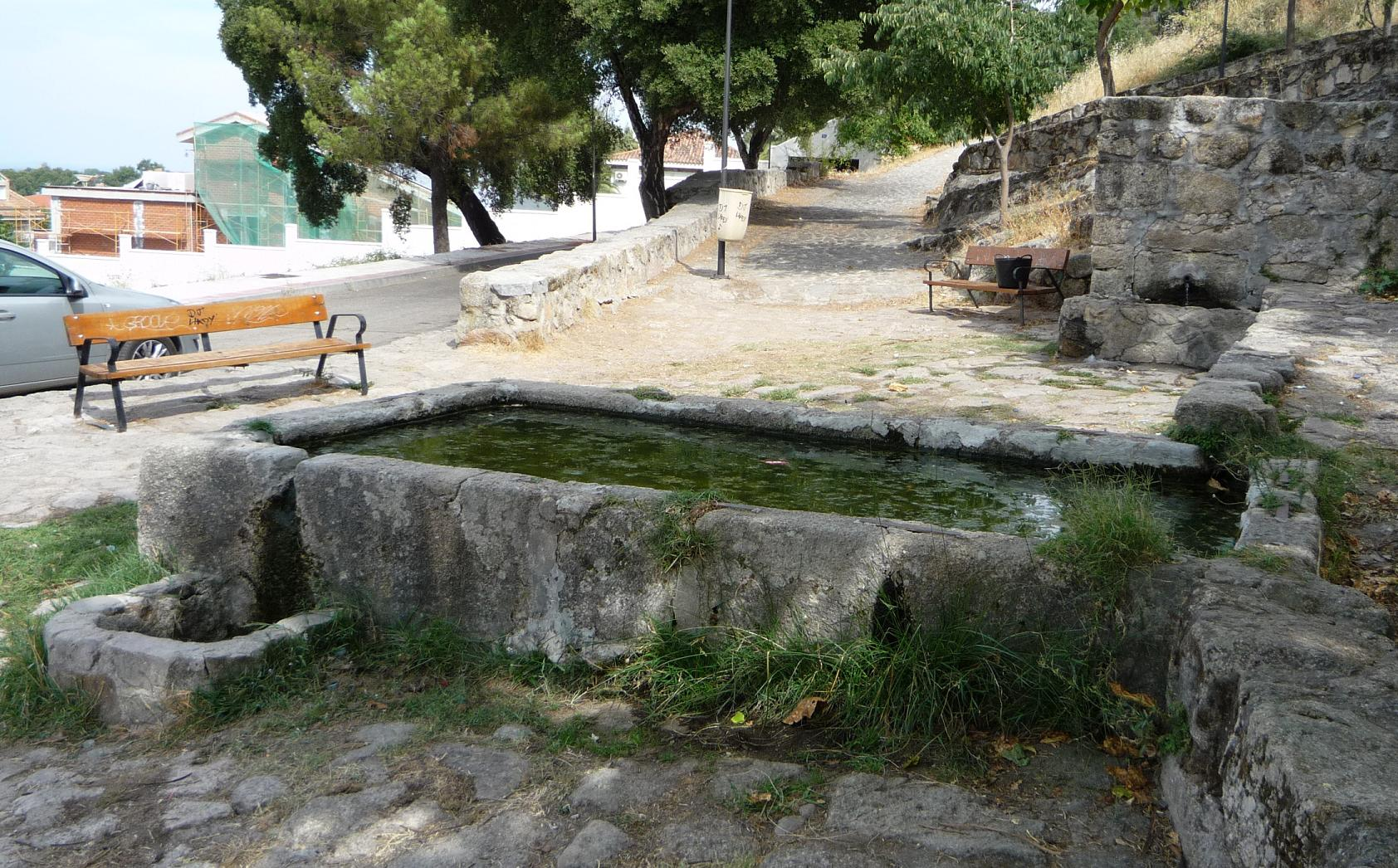
Pilar de la fuente de la Bamba

Una copla popular morala resume así la naturaleza del pueblo:
Navalmoral de la Mata
es un pueblo de primera
que tiene por monumento
a la Piedra Caballera.
La devoción a la Virgen local (Virgen de las Angustias) aparece expresada en esta otra:
La Virgen de las Angustias
le dijo a la del Pilar:
—Tú eres patrona de España
y yo de Navalmoral.
Otra canción típica dice:
Moralita,
 moralita, gentil moralita,
tanto orgullo no debes tener,
porque al fin eres una de tantas
y torres más altas se han visto caer.
Los moralos cantan diversas canciones que hacen referencia a la fuente de La Bamba, en la entrada Este de la localidad. Según la tradición, si una joven o un joven beben de esa agua, se casan con alguien del pueblo.

### Gastronomía
Destacan entre los platos típicos las migas extremeñas, cocinadas con abundantes torreznos, pimiento rojo, pimentón y ajo. Resultan muy interesantes de probar también la caldereta de cordero, o cabrito, y las patatas con arroz y bacalao, la prueba de cerdo (carne magro de cerdo procedente de la matanza, aliñado con tomate, vino y pimentón entre otras especias).
Son también muy típicos de la localidad los dulces conocidos como sapillos, que se toman en Semana Santa (en otras localidades se hacen similares bajo el nombre de repápalos dulces). Otro dulce reconocido es el llamado cristiones, o las floretas, estas últimas hasta hace unos años, siempre se preparaban en abundancia días antes de las bodas para agasajar a los invitados.

### Premios Violeta
Desde 2016 el Ayuntamiento, a través del Consejo Sectorial de Mujeres de Navalmoral de la Mata, organiza los denominados Premios Violeta, con motivo del 8M, a fin de concienciar y visibilizar la suma importancia que las mujeres han tenido en el crecimiento económico, social, cultural, laboral, deportivo o de cualquier otro ámbito de la ciudad morala, convirtiéndose en motor del desarrollo de la sociedad y en referentes a las que seguir para seguir avanzando en igualdad.
| Año  | Galardonada                                                 | Galardonada                                         | Galardonada                                                     | Galardonada                                                         |
| ---- | ----------------------------------------------------------- | --------------------------------------------------- | --------------------------------------------------------------- | ------------------------------------------------------------------- |
| 2016 | Marisa García González (Futbolista)                         | Adela Moreno Arranz (Médica)                        | Josefa Marcos Martín (Maestra)                                  | María Salud Recio Romero (Política)                                 |
| 2017 | Aroa González Álvarez (Atleta)                              | Consuelo Luque Cabrera (Voluntaria Social)          | Emilia Torrecilla González (Conductora de Ambulancias)          | Comité de Empresa de Fuentecapala (Factoría Textil)                 |
| 2018 | María de los Ángeles Sánchez Méndez (Promotora de Folclore) | Antonio Barquilla Solís (Voluntaria Social)         | María Engracia Muñoz Amor (Maestra)                             | Colectivo de Trabajadoras Sociales (Centro de servicios sociales)   |
| 2019 | Pilar Fuentes Sánchez (Confundadora de AOCA)                | Felisa Bacas Leal (Voluntaria Social)               | María Martín Sánchez (Policía local)                            | Albalat (Instituto de Educación Secundaria)                         |
| 2020 | María de los Ángeles Moreno Fernández (Científica)          | Rosa María Bautista Rodríguez (Periodista)          | Ángela Miguel Hidalgo (Política)                                | Comité de Empresa de Cetarsa (Factoría Tabacalera)                  |
| 2021 | María Pascasio Bea (Boxeadora)                              | María de las Mercedes Gil Sierra (Enfermera)        | María Florenciano Jaría (Ama de llaves de Antonio María Concha) | Ángeles Bujanda, Real & San Miguel (Residencias de la Tercera Edad) |
| 2022 | María de los Ángeles Martín Camacho (Voluntaria Social)     | María del Pilar Plata de la Paz (Voluntaria Social) | Irene Díaz López (Guardia Civil)                                | María Dolores Sánchez Fariña (Guardia Civil)                        |
| 2023 | María de las Mercedes Parra Cuenca (Árbitra de Fútbol)      | Diana Cabello Muro (Historiadora)                   | María del Carmen Sellers Bermejo (Enfermera)                    | Moralo CP (Equipo de Fútbol Femenino)                               |

### Deporte

#### Instalaciones deportivas

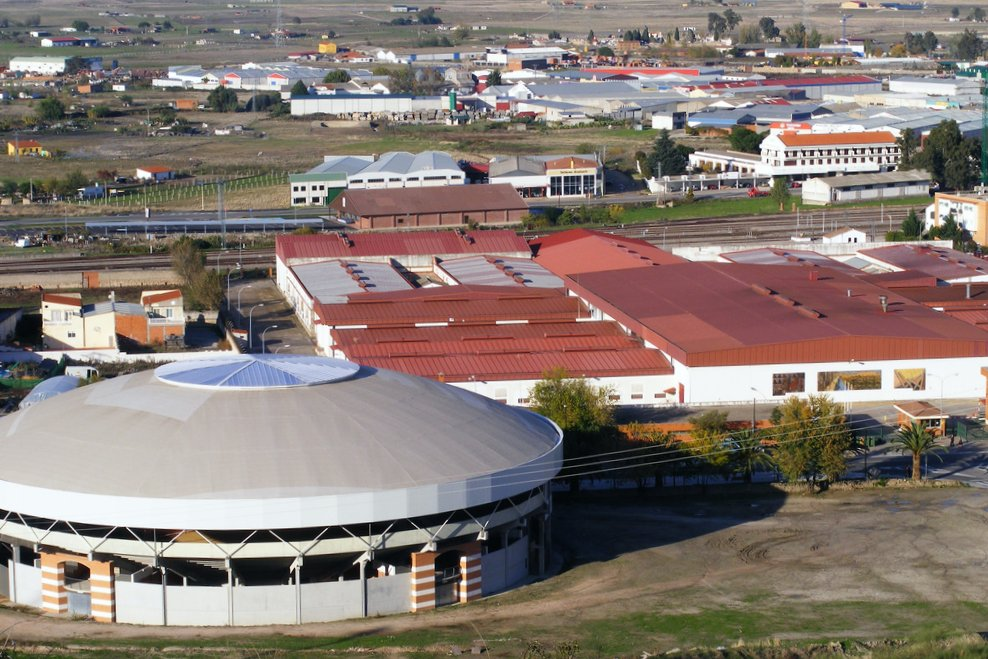
Vista del oeste de Navalmoral de la Mata desde la zona del Multiusos

El municipio cuenta con las siguientes instalaciones deportivas:
- Pabellón municipal
- Pabellón Navarrosa
- Pabellón El Pozón
- Pabellón Antonio Jara
- Pistas polideportivas de los colegios públicos Campo Arañuelo Sierra de Gredos Almanzor y El Pozón además del colegio concertado Virgen de Guadalupe.
- Piscina municipal al aire libre
- Piscina cubierta
- Pista de atletismo (interior campo de rugby de hierba)
- Circuito de cross
- Pistas de tenis y paáel del Club de Tenis
- Estadio municipal de Fútbol
- Ciudad deportiva de Fútbol
- Estadio de Fútbol Americano
- Pista Polideportiva de la Casa del Deporte
- Pistas de Tenis y de Pádel de la Jefatura de Policía.
- Centros Hípicos

#### Entidades deportivas
El municipio cuenta con un equipo de fútbol sala que juega en Segunda División B (fútbol sala), el Navalmoral FS; dos equipos de fútbol, el Moralo Club Polideportivo que juega en la Tercera División de España Grupo XIV y su filial, que milita en la 2.ª División Extremeña. También cuenta con un club de baloncesto, el Basket Club Navalmoral, que milita en la Primera División Nacional Extremeña. Además  está la Escuela Morala de Fútbol y la Escuela de Fútbol Campo Arañuelo. Navalmoral es sede de otra no de menor importancia como es la Delegación de Árbitros de Fútbol, nacida en 1973, perteneciente a la Federación Extremeña de Fútbol, destacando Leandro Martín y Jayro Muñoz, como los dos únicos en llegar a Segunda División B. Existen varios clubes de atletismo y de natación, entre otros.
Durante todo el año se realizan torneos y competiciones de diversa índole, como son las 24 horas de fútbol Sala, 24 horas de Fútbol-8, las 24 horas de baloncesto y las 24 horas de tenis. Además existen otras celebraciones como la carrera popular de San Miguel, Media Maratón 'Memorial Valeriano Lombardía', 10K Ciudad de Navalmoral, Trofeo Villa de Navalmoral de Natación, Torneo de Tenis y Pádel Campo Arañuelo, o el célebre Torneo Internacional de Ajedrez Villa de Navalmoral, como algunos de los más destacados organizados en el municipio. Numerosos deportes, además, reúnen a centenares de deportistas de Navalmoral, de todas las edades, en distintos clubes o asociaciones en diferentes competiciones locales, provinciales, regionales y nacionales.

#### Gala del Deporte
Desde 1997 el Ayuntamiento de Navalmoral, a través de su Concejalía de Deportes, organiza la denominada Gala del Deporte. Aunque si es cierto que hubo un periodo de tres ediciones sin gala, del 2001 al 2003, y posteriormente una edición, 2021, por la COVID-19. Previamente hubo otra gala y se llamó Primeros Premios Locales del Deporte, la organizó Radio Navalmoral el 27 de marzo de 1987 para valorar los méritos del año anterior, con la colaboración del entonces concejal de deportes Rafael Medina y casi todos los colectivos, fue el atleta Ildefonso Vaca quien recibió el premio al Mejor Deportista.
| Año  | Mejor Deportista Masculino                               | Mejor Deportista Femenino                | Mejor Club                              | Premio a la Trayectoria                                               | Mejor Evento Deportivo                                                          |
| ---- | -------------------------------------------------------- | ---------------------------------------- | --------------------------------------- | --------------------------------------------------------------------- | ------------------------------------------------------------------------------- |
| 1997 | Álvaro Encinas Encinas (Ajedrecista)                     |                                          |                                         |                                                                       |                                                                                 |
| 1998 | Equipo del Club Moralo Natación                          |                                          | Club Ciclsita Moralo                    | Antonio Jara Sánchez (Fútbol)                                         |                                                                                 |
| 1999 | Alberto López Rey / Álvaro Bautista Arce (Motociclistas) |                                          |                                         | Julio Romero Hdez (Ajedrez) & Víctor Luengo Martín (Atletismo)        |                                                                                 |
| 2000 | Juan Mario San Román Blasco (Nadador)                    | María Jesús Méndez Duque (Nadadora)      | Club Atletismo Navalmoral               | Francisco Casas Martín "Kopa" (Fútbol)                                |                                                                                 |
| 2004 | Miguel Ángel Gamonal Martín (Atleta)                     |                                          | Escuela Morala de Fútbol                | Eusebio Albino Del Monte (Árbitro de Fútbol)                          |                                                                                 |
| 2005 | Jesús Fermín Vicente Trujillo (Duatleta)                 | María Marcos Serrano (Nadadora)          | Taller Ocupacional Apto                 | Francisco Blázquez Fraga (Fútbol)                                     |                                                                                 |
| 2006 | Mohamed Lebhar Asafour (Atleta)                          |                                          | Arco Club Navalmoral                    | Amador González Serrano (Árbitro de Baloncesto)                       |                                                                                 |
| 2007 | Juan Luis Sánchez Calderón (Karateca)                    | Pilar Martín Marcos (Triatleta)          | Navalmoral FS                           | Valentín Fernández Fernández (Fútbol)                                 |                                                                                 |
| 2008 | Víctor Rodríguez Risco (Arquero)                         | Pilar Martín Marcos (Triatleta)          | Club Moralo de Ajedrez                  | José Ángel Franco Echenique (Baloncesto)                              |                                                                                 |
| 2009 | Gabriel Amado Garagarza (Taekwondista)                   | Pilar Martín Marcos (Triatleta)          | CD Navalmaratón                         | Julio Cebadera Aceituno (Judo & Fútbol)                               |                                                                                 |
| 2010 | Miguel Ángel Gamonal Martín (Atleta)                     | Pilar Martín Marcos (Triatleta)          | Club Moralo de Natación                 | José Ángel Tejera Risco (Karate)                                      | Master Trial 4x4 (Moto Club Campo Arañuelo)                                     |
| 2011 | Gabriel Amado Garagarza (Taekwondista)                   | Amanda Maestro Martín (Nadadora)         | Club Moralo de Natación                 | Ángel Luengo Rodríguez (Fútbol)                                       | Torneo CTP Navalmoral (Club de Tenis Navalmoral)                                |
| 2012 | Óliver Torres Muñoz (Futbolista)                         | Victoria Nieto Ortega (Nadadora)         | Navalmoral FS                           | José Manuel Miranda Rubio (Baloncesto)                                | XVIII T. Int. Villa de Navalmoral (Club Moralo de Ajedrez)                      |
| 2013 | Gabriel Amado Garagarza (Taekwondista)                   | Victoria Nieto Ortega (Nadadora)         | Club Deportivo Navalmoral               | Wenceslao Gordo Ballesteros (Fútbol)                                  | V Media Maratón de Navalmoral (CD Navalmaratón)                                 |
| 2014 | Antonio Franco Salas (Triatleta)                         | Marisa García Glez (Futbolista)          | Moralo CP                               | Agustín Del Monte García (Fútbol)                                     | VII Torneo de Fútbol 7 (Escuela Morala de Fútbol)                               |
| 2015 | Alfonso Sánchez Alegre (Triatleta)                       | Marisa García Glez (Futbolista)          | Navalmoral FS                           | José Redondo Blázquez (Ciclismo)                                      | III T. C. de Navalmoral de Futsal (AD San Andrés)                               |
| 2016 | Gabriel Amado Garagarza (Taekwondista)                   | Maite García de la Montaña (Futbolista)  | Escuela municipal de baloncesto         | Mario Aragón González (Fútbol)                                        | Cto. de España Infantil de Futsal (Navalmoral FS)                               |
| 2017 | Gabriel Amado Garagarza (Taekwondista)                   | Saray Mateos Criado (Futbolista)         | Moralo CP                               | Urbano Jara Sarró (Caza)                                              | IX Media Maratón de Navalmoral (CD Navalmaratón)                                |
| 2018 | Carlos Isaac Muñoz Obejero (Futbolista)                  | Ainoa De la Osa Criado (Piloto de rally) | Navalmoral FS                           | Víctor Luengo Martín (Atletismo)                                      | III Cycling Day Solidario (Gimnasio Holiday Fitness)                            |
| 2019 | Jayro Muñoz García (Árbitro de Fútbol)                   | Lidia de la Calle Domínguez (Atleta)     | Basket Club Navalmoral                  | Reyes Moreno Álvarez (Fútbol)                                         | Juegos Extremeños del Deporte Especial (APTO)                                   |
| 2020 | Jonathan Gómez Fernández (Futbolista)                    | Nerea Agüero García (Futbolista)         | Moralo CP                               | Fernando Fernández González & José Luis Paniagua Prieto (Fútbol)      | Copa Enduro 4 Estaciones (Moto Club Campo Arañuelo)                             |
| 2022 | Lucas Ciudad Piñeiro (Ciclista)                          | Blanca González Rosco (Baloncestista)    | Escuela Off-Road Campo Arañuelo         | Daniel Fernández Vaquero (Karate) & Darío Torrecillas Marcos (Futsal) | XXXVIII Carrera Popular San Miguel (Fondistas Moralos)                          |
| 2023 | Eduardo Sánchez Lamadrid (Futbolista)                    | Giselle Agüero Gatica (Ciclista)         | Escuela Morala de Fútbol                | Carlos Sánchez Mateos (Fútbol) & Carlos Sánchez Escribano (Fútbol)    | Torneo Centenario Moralo CP (Comisión del Centenario del Moralo CP)             |
| 2024 | Antonio Franco Salas (Triatleta)                         | Bárbara Serrano Gallego (Pescadora)      | Centro Excursionista del Campo Arañuelo | José Manuel Blázquez Gómez (Excursionista)                            | VI Torneo de Tenis Villa de Navalmoral (Club de Tenis de Navalmoral de la Mata) |

### Medios de comunicación

#### Prensa escrita
En Navalmoral hay corresponsalías de los diarios regionales Hoy y El Periódico Extremadura. Actualmente solo el Hoy cuenta con corresponsal en la localidad.
En Internet, al margen de la página digital diaria de Hoy Navalmoral, existen periódicos locales como Navalmoral Digital, revistas como ÓRBITA Navalmoral, Punto de Encuentro Navalmoral, o la página web de Radio Navalmoral. Esta última web es la heredera histórica de 15 Días El Moralo, una publicación impresa quincenal que se creó en 1977 y desapareció en 2005. También desaparecido, de tirada semanal, destacó durante años Diario de Navalmoral, del Grupo Macal, para posteriormente denominarse La Crónica de Navalmoral, por ser absorbido por el Grupo Zeta de El Periódico de Extremadura. También existió La Voz, siendo edición mensual editada por Videoline.

#### Radio
Desde la villa emiten las siguientes emisoras de radio:
- Cadena SER Navalmoral: 91.1 FM
- Canal Extremadura Radio: 95.9 FM
- Los 40: 104.7 FM
- Radio Navalmoral COPE: 105.8 FM

#### Televisión
Navalmoral de la Mata cuenta con sus propios repetidores de televisión, aunque desde la villa se recibe también la señal de TDT del repetidor del valle del Tiétar. La ciudad es sede de una de las ocho demarcaciones de televisión local de la provincia, cuyo ámbito directo se extiende a Almaraz, Casatejada, Majadas de Tiétar, Peraleda de la Mata y Talayuela. En abril de 2010 se adjudicó una licencia de esta demarcación a Teleplasencia. Destacó durante una década, a finales del pasado siglo y principios del actual, Televisión Navalmoral, de contenido local y comarcal. Los últimos años pasó a denominarse Canal 25 antes de ser absorbido por Localia TV, con corresponsalía local, hasta su desaparición.